# Armand Forcherio
Armand Forcherio (sinh 1 tháng 3 năm 1941) là một cựu cầu thủ bóng đá Monaco, từng chơi ở vị trí hậu vệ cho AS Monaco từ 1961 đến 1972. Sau đó ông dẫn dắt đội bóng từ 1976 đến 1977, là người Monaco duy nhất dẫn dắt câu lạc bộ. Ông cũng từng chơi cho câu lạc bộ Pháp AC Arles-Avignon.